# 菊酒
菊酒（きくざけ）とは重陽の節句（いわゆる「菊の節句」）に飲む菊の花を浸した日本酒のこと。

## 菊と長寿
菊酒のルーツはおそらく、3世紀ごろには成立していた中国の伝説であろうと考えられている。
魏の武将鍾会は自作の詩の中で菊の美点を列挙し「菊酒は神仙の飲み物」と謳い、また後世の民間伝承では、魏の初代皇帝曹丕は幼時は非常に虚弱で長生できないと思われていたが、菊酒を勧められて服用した後は強健となり長じて魏の皇帝となったという。
日本へは平安時代に中国から伝わり、宮中の儀式として貴族は重陽の節句に「菊の着綿」といって菊の花にかぶせた真綿で体をこすって健康を祈った。その際天皇が臣下に菊を浸した酒を下賜し、体をいたわった。
江戸時代には諸大名が重陽の節句に長寿を願って9月9日に登城して祝儀を菊酒で祝うようになり、その習慣は庶民にも広まった。農山村においては、特に秋祭りと結び付けられてこの習慣が定着した所が多いものの、江戸などの都市部では定着するに至らなかったのではないかと考えられている。
ちなみに菊に薬効があるとして、現代の中国でも菊の花を乾燥させて茶葉に混ぜるなどした「菊茶」が飲まれるが、日本の菊酒の場合は普通生花を使う。
現在は日本の一部の料亭などで食用菊を浮かせた菊酒が客に供されることがある。

## 製法
江戸時代の『本朝食鑑』には二種類の製造法が紹介されている。
一つ目は、菊の花びらを浸した水で仕込みをすると言うもので、有名な加賀の菊酒はこの製法で作る。
二つ目は、「菊花を用いて、焼酎中に浸し、数日を経て煎沸し、甕中に収め貯え、氷糖を入れ数日にし成る。肥後侯之を四方に錢る　倶に謂ふ目を明にし頭病を癒し　風及婦人の血風を法ると」『本朝食鑑』とあり、現在梅酒などを造る時の要領で、氷砂糖と一緒に寝かせた菊の花びらを焼酎に漬け込むもの。眼病や婦人病に効果があると、江戸時代に広く薬酒として愛された。
そのほか、原料となる米に菊の花の香りを移すものなど、諸説ある。

## 花札
花札の絵に菊と酒盃がセットで描かれているのは「菊酒」を表現したもので、「桜に幔幕」の札とで「花見酒」、「月」の札とで「月見酒」と日本の行事にまつわる役を作る札である。